# Élections générales albertaines de 2001
Les élections générales albertaines de 2001, les 25e de cette province, ont lieu le 12 mars 2001 afin d'élire les députés de l'Assemblée législative de l'Alberta. 
Le Parti progressiste-conservateur, dirigé par Ralph Klein, est réélu pour un 10e mandat majoritaire consécutif ; en plus de récolter près de 62 % du vote populaire, le parti remporte une majorité de sièges dans la ville d'Edmonton pour la première fois depuis 1982. 
Le Parti libéral perd 11 sièges et ressort de l'élection avec une dette considérable ; la chef du parti, Nancy MacBeth, est défaite dans sa circonscription.
Le Nouveau Parti démocratique, dirigé par Raj Pannu, espérait faire des gains aux dépens des libéraux dans la région d'Edmonton et les remplacer en tant qu'opposition officielle. Ces attentes ne se concrétisent pas ; toutefois, le parti réussit à garder ses électeurs et ses deux sièges à l'Assemblée législative. Dans le but d'attirer les jeunes électeurs, ils font campagne avec le slogan « Raj against the Machine ».
Un tiers parti de droite, le Alberta First Party, participe aux élections pour la première fois, mais ne réussit pas à remporter des sièges. Le Parti Crédit social, dirigé par James Alberts, ne réussit pas à répéter son succès modeste lors des élections de 1997 et retombe dans l'oubli.

## Résultats
| Parti | Parti                     | Chef          | # de candidats | Sièges | Sièges | Sièges  | Voix      | Voix    | Voix     |
| Parti | Parti                     | Chef          | # de candidats | 1997   | Élus   | % Diff. | #         | %       | % Diff.  |
| ----- | ------------------------- | ------------- | -------------- | ------ | ------ | ------- | --------- | ------- | -------- |
|       | Progressiste-conservateur | Ralph Klein   | 83             | 63     | 74     | +17,5 % | 627 252   | 61,91 % | +10,74 % |
|       | Libéral                   | Nancy MacBeth | 83             | 18     | 7      | -61,1 % | 276 854   | 27,33 % | -5,42 %  |
|       | NPD                       | Raj Pannu     | 83             | 2      | 2      | -       | 81 339    | 8,03 %  | -0,78 %  |
|       | Indépendant               | Indépendant   | 29             | -      | -      | -       | 10 528    | 1,04 %  | +0,93 %  |
|       | Alberta First             | John Reil     | 16             | *      | -      | *       | 8 851     | 0,87 %  | *        |
|       | Crédit social             | James Alberts | 12             | -      | -      | -       | 5 361     | 0,53 %  | -6,31 %  |
|       | Vert                      | David Parker  | 10             | -      | -      | -       | 2 085     | 0,28 %  | +0,17 %  |
|       | Communiste                | Naomi Rankin  | 2              | -      | -      | -       | 117       | 0,01 %  | x        |
| Total | Total                     | Total         | 318            | 83     | 83     | -       | 1 013 152 | 100 %   |          |

Notes :
* N'a pas présenté de candidats lors de l'élection précédente
x - moins de 0,005 % du vote populaire

### Source
- (en) Cet article est partiellement ou en totalité issu de l’article de Wikipédia en anglais intitulé « Alberta general election, 2001 » (voir la liste des auteurs).